# AVA-woonblok D,E,F,G
AVA-woonblok D, E, F, G in Amsterdam zijn vier wooncomplexen met arbeiderswoningen van de Amsterdamsche Vereeniging tot het bouwen van Arbeiderswoningen (AVA), die tussen 1878 en 1881 zijn gebouwd in de Amsterdamse Czaar Peterbuurt. Deze complexen waren ontworpen door de stadsarchitect Bastiaan de Greef. Elk woonblok bevat 4 woonlagen met daarboven een zolderverdieping. De blokken staan ruggelings tegenover elkaar en grenzen aan de Blankenstraat (Blok D en F) en aan de Kraijenhoffstraat (Blok E en G).

## Geschiedenis
De woningbouw voor de arbeidersklasse in Amsterdam, die vanaf 1875 ter hand werd genomen door de AVA, bestond uit een aantal complexen, door sommigen ook wel woonkazernes genoemd, die met een letter uit het alfabet werden genummerd. Blok D en E met in totaal 96 arbeiderswoningen zijn in 1878-1879 op basis van het bestek nummer 2 in opdracht van de Amsterdamsche Vereeniging tot het bouwen van Arbeiderswoningen (AVA) gebouwd. Later, in 1881, volgde bestek nummer 3 met de blokken F en G voor in totaal 80 woningen. Als locatie werd "Het Funen" aangegeven.
Elke woning bestond uit een voorkamer met bedstede en kasten, een achterkamer met bedsteden en stookplaats, kasten en in de uitbouw een werkplaats ('spoelhok') en een privaat.
De woningen waren en zijn toegankelijk via een aantal trapportalen, per trapportaal ('afdeling') waren 8 woningen toegankelijk.
In 1975 werd het eigendom overgedragen aan de Woningstichting Labor, een dochter van de AVA.
Woningstichting Labor fuseerde in 1992 met Eigen Haard in Amsterdam.
In de jaren 90 werden de woningen op hoog niveau gerenoveerd.

## Beheer
Eigen Haard.

## Afbeeldingen

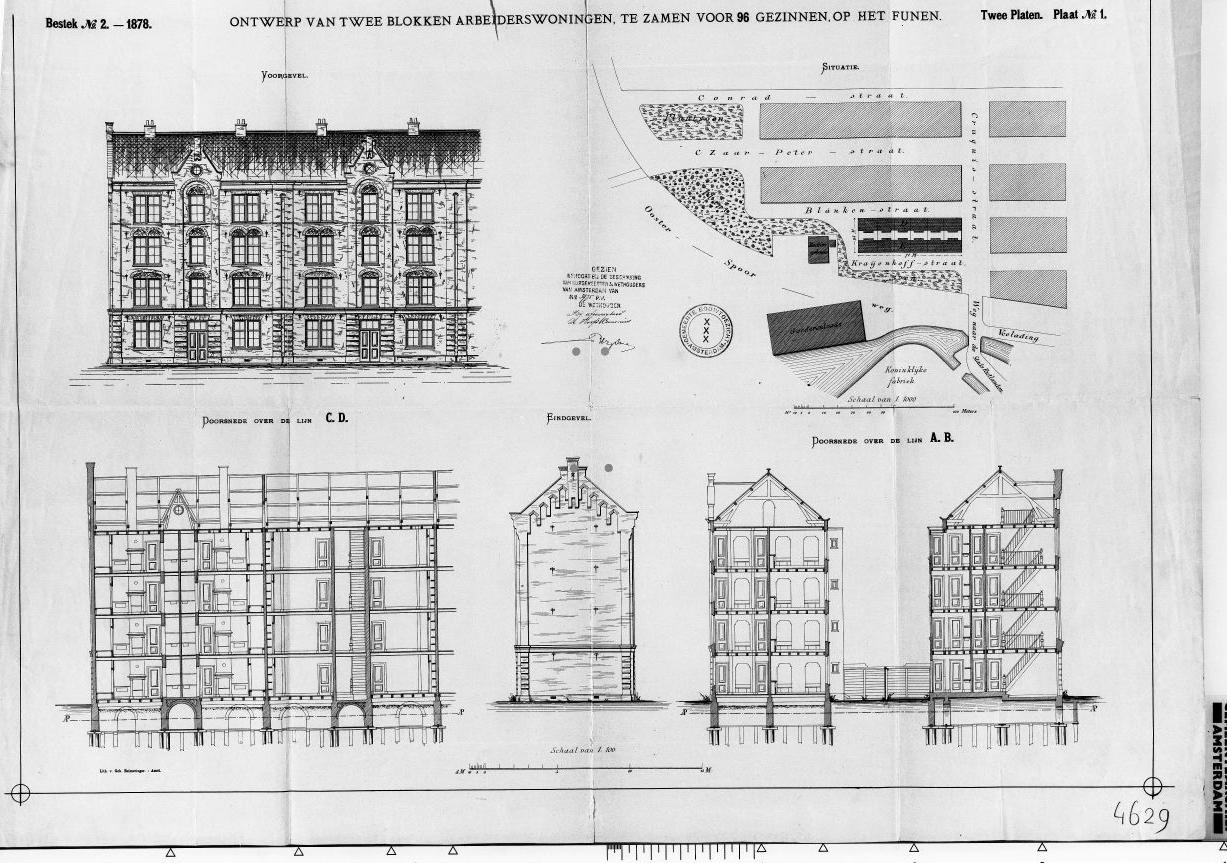
Blok D en E, plaat 1
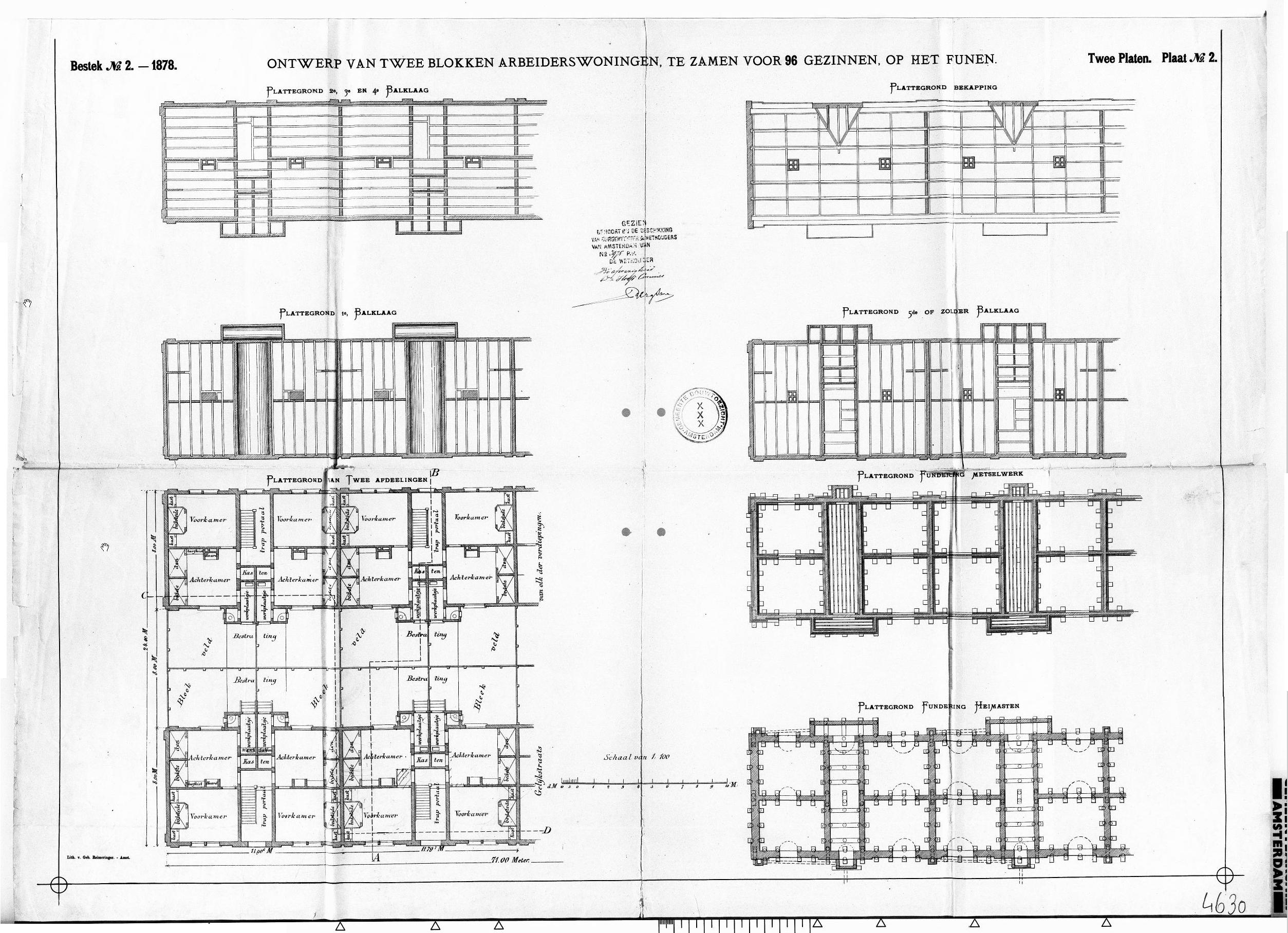
Blok D en E, plaat 2